# Terchová
Terchová (in ungherese Terhely, in polacco Tierchowa) è un comune della Slovacchia facente parte del distretto di Žilina, nella regione omonima.
Domina l'abitato una statua dell'eroe popolare slovacco Juraj Jánošík, nato a Terchová, opera di Ján Kulich (1988).